# Lennart Wetterberg
Carl Lennart Emanuel Wetterberg, född 13 mars 1931 i Borås, är en svensk psykiater. Wetterberg blev medicine licentiat vid Lunds universitet 1959, medicine doktor vid Uppsala universitet 1967 och docent i psykiatri år 1968. Lennart Wetterberg utnämndes 1973 till professor i psykiatri vid Karolinska institutet och var överläkare vid Sankt Görans sjukhus 1973–1996. Han deltog i ett års "rotating internship" vid Swedish Hospital i Minneapolis 1955–1956 samt var forskningsläkare vid University of California, Los Angeles, 1968–1970 och 1985–1986. Han har varit medlem i Nobelförsamlingen för fysiologi eller medicin. Lennart Wetterberg har författat över 500 vetenskapliga skrifter.

## Biografi
Lennart Wetterberg är son till den dåvarande prästen i Ods pastorat Carl Gunnar Wetterberg och hans maka Elin Rydin. Lennart Wetterberg växte upp i Västergötland och gick de första åren i en B-skola i Alboga landskommun med sammanlagt fem elever i de två första årsklasserna. Familjen Wetterberg flyttade år 1940 till Fröjereds församling , en församling norr om Tidaholm, där han fortsatte, också i en B-skola, i klass 3 och 4. Från hösten 1942 studerade han under åtta år på Sigtunastiftelsens Humanistiska läroverk (SHL). Fritiden ägnade han bland annat åt idrott och teater, där han spelade roller som västgötska original från Torpa socken, myntslagare åt Olof Skötkonung, löjtnant Liljecrona i en jul på Lövdala, och även SHLs då rektor Arne Munthe, hos vilken han var inneboende elev under sista studieåret. 1950 tog han studenten i Sigtuna och ryckte några dagar senare in i militärtjänst på Göta trängregemente T2 i Skövde till ett kompani för blivande läkare.

## Läkarkarriär
Efter två års randutbildning i barnpsykiatri, neurokirurgi och neurologi, samt tjänstgöring som provinsialläkare i Dalarö, Kvissleby, Lammhult, Ljungskile och Arjeplog erhöll han specialistkompetens i psykiatri år 1965. Lennart Wetterberg utnämndes 1973 till professor i psykiatri vid Karolinska Institutet och som överläkare på psykiatriska kliniken vid S:t Görans sjukhus. Samtidigt blev han medlem av Nobelförsamlingen för Nobelpriset i fysiologi eller medicin. Vid sin tid vid Karolinska Institutet handledde han en rad doktorander varav sju disputerade rekordåret 1983.

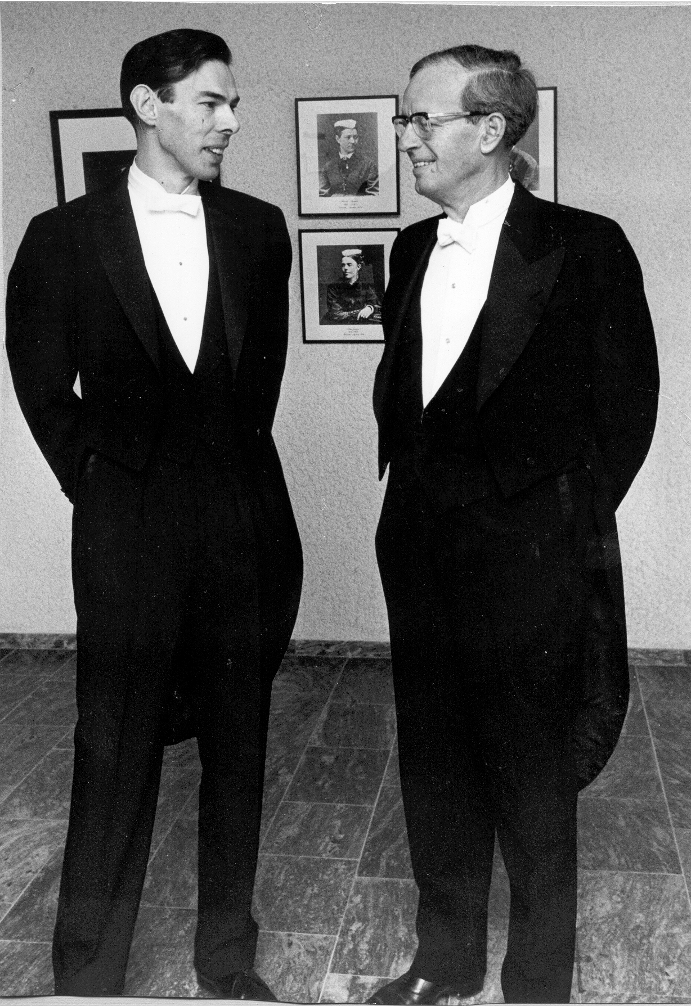
Lennart Wetterberg (t.v) och opponenten Jan Waldenström (t.h) vid disputationen i Uppsala 1967

Mellan åren 1985-1986 var Lennart Wetterberg gästprofessor vid UCLA och blev därmed invald som medlem i American College of Psychiatrists. Lennart Wetterberg har organiserat ett flertal internationella symposier, skrivit mer än 500 forskningsartiklar och redigerat flera olika böcker till exempel Genetics of Neuropsychiatric Diseases (1989) och Light and Biological Rhythms in Man (1993) samt Research in the Literature, and Grant Writing (2004). Lennart Wetterberg har även skrivit egen litteratur. Han har skrivit läroboken Psykiatri i fickformat som har översatts till de tre baltiska språken samt ryska. År 2016 utgav Lennart Wetterberg en femtioårsuppföljning av sin avhandling samt referat av ytterligare 68 vetenskapliga arbeten och allmän information gällande porfyri med titeln Acute Intermittent Porphyria. A Thesis and 68 Publications.

## Forskning
Lennart Wetterberg berättar i en artikel från Svenska Psykiatri vad som drev honom till att börja forska. Där diskuterar han kring hur under hans specialistutbildning i början på 60-talet tjänstgjorde på en barnpsykiatrisk klinik. Lennart Wetterbergs uppgifter där var bland annat att vara konsult för nyintagna elever med olika psykiatriska tillstånd på Dormsjöskolan i Dalarna. Wetterberg förklarar att pedagogiken vilade på så kallad "antroposofisk grund med tro på naturen som en läkande kraft". Under samma period i Lennart Wetterbergs liv tilldelades Nobelpriset i medicin till de som "Upptäckt av nukleinsyrornas molekylära uppbyggnad och dess betydelse för informationsöverföring i levande materia". Möjligheten att kunna undersöka DNA för diagnostisk av olika sjukdomar började ett hopp att man en dag i framtiden skall kunna diagnosticera flera av barnens sjukdomar.

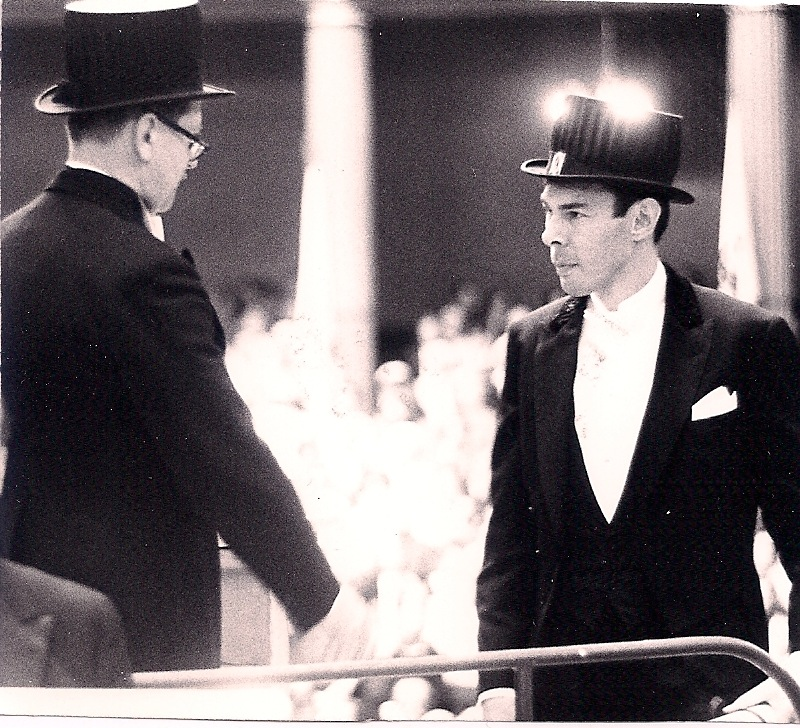
Lennart Wetterberg promoveras för doktorsgraden vid Uppsala universitet 1968

Det var på Dormsjöskolan som Lennart Wetterberg kom i kontakt med sitt indexfall till sin avhandling. En tonårspojke som hade remitterats för svårbehandlad psykos då han exempelvis vägrade ta ordinerade läkemedel. Enligt Wetterberg fanns det inget i remissen om liknande symtom i släkten. Enligt personalen på Dormsjöskolan berättade de att patientens urin ibland var mörkt med en "rödaktig färg", att han ofta gömde den maten han fick i sin garderob, vägrade äta med de andra samt att han klagade över smärtor i buken. Sedan Lennart Wetterbergs år som AT-läkare i Minneapolis kände han till att purpurfärg på grekiska hette "porphyros" och sedan tänkte att pojkens symtom eventuellt skulle kunna vara ett tecken på en porfyrissjukdom. Lennart Wetterberg fann ett positivt Ehrlichs test i pojkens urin vilket tydde på diagnos av en så kallad "ärftlig form av akut intermittent porfyri". Det visade sedan sig att mormodern till patienten hade behandlats för en sorts "släktsjuka". Tydligen skall mamman inte ha velat berätta om det potentiellt riskfyllda arvet för läkarna. Lennart Wetterberg bestämde sig då för att efter sin specialistutbildning ta reda på om det kunde finnas liknande fall av så kallade akut porfyri där man skulle kunna sätta in förebyggande åtgärder så att sjukdomen inte behövde bryta ut eller förvärras av felaktig behandling. År 1964 började Lennart Wetterberg som doktorand hos professor Hans Forssman på Uppsala Universitet för att utreda förekomsten av kända och dolda fall av akut intermittent porfyri i Sverige. Lennart Wetterberg skrev ett upprop i Läkartidningen nr 35 år 1964 "Jag vore givitvis utomordentligt tacksam för uppgifter om fall från olika delar av landet, då först ett större material kunde tänkas ge svar på frågan om de psykiska symtomens förekomst och betydelse vid akut intermittent porfyri". Lennart Wetterberg fick svar och efter fyra års insamlande av prover och information från Malmö till Kiruna försvarade Wetterberg sin avhandling.
Lennart Wetterberg genomförde en disputation år 1967 i Uppsala på avhandlingen "A Neuropsychiatric and Genetical Investigation of Acute Intermittent Porphyria". Efter det forskade Wetterberg vid Neuropsychiatric Institute, University of California Los Angeles (UCLA) som post doc åren 1968-1970, och han var även Visiting Professor där 1985-1986. Wetterberg var docent vid Forskningsavdelningen på Ulleråkers sjukhus och Uppsala universitet mellan åren 1970 och 1973 samt startade forskning om ljus och biologiska rytmer. År 1976 tog Wetterberg initiativ till det första professormötet i psykiatri, initiera Psykiatrifonden 1993 och Psykiatrins Dag 1995. Utöver detta installerade Wetterberg den första magnetkameran (MRI) i Stockholm år 1984. På grund av Wetterbergs initiativ att internationalisera utbildningen i psykiatri, tilldelades han Karolinska institutets pedagogiska pris 1991.

### Aidsforskning
Det första fallet av AIDS i Sverige var år 1982 på Roslagstulls sjukhus i Stockholm. Det var på samma sjukhus som Lennart Wetterberg skulle ett par år senare i samarbete med psykiatriska kliniken på S:t Görans sjukhus inleda en ny behandling av patienter sjuka i HIV och AIDS. Det var i en artikel i Läkartidningen år 1986 då Lennart Wetterberg skrev om hur den nyligen isolerade substansen Peptid T skulle kunna användas för att behandla viruset HIV. Genom ett samarbete med amerikanska forskare fick Wetterberg tillgång till substansen vilken nu prövas för behandling av AIDS-patienter. Denna substans verkar på så vis att den binder till sig den receptor vilket viruset använder för att kunna tränga in i celler och därmed kunna stoppa infektionen från att sprida sig. Enligt Lennart Wetterberg påpekar han att forskningen har stor relevans för psykiatrin i och med att HIV-infektion kan yttra sig med olika psykiatriska symtom hos den drabbade.
Vid Roslagstulls sjukhus och psykiatriska kliniken vid S:t Görans sjukhus arbetade Lennart Wetterberg med att öka kunskaperna om HIV-infektion i Sverige. Det var där som han utvärderade effekten av en då ny medicin vilken kallas Peptid T genom att studera patienternas tillstånd före, under och efter behandling med medicinen. För att kunna utvärdera medicinens påverkan på HIV-infektion bjöd Lennart Wetterberg in patienter med sjukdomen för undersökning gällande effekterna av Peptid T. De smittade vilka deltog i undersökningen blev inskrivna på Roslagstulls sjukhus för undersökningar och behandling under en fyra veckor lång period. Efter det behövde deltagarna i undersökningarna delta i en fyra veckor lång observationsperiod. Innan behandlingen inleddes lämnade deltagarna blod- och ryggvätskeprover samt undersöktes hjärnans tillstånd med EEG, magnetkamera samt psykiatrisk skattning. Dessa undersökningar upprepades  ett flertal gånger under behandlingsperioden och observationsperioden enligt ett speciellt schema.
De patienter som deltog var patienter som redan var inskrivna vid Roslagstulls sjukhus. Bland Lennart Wetterbergs dokument finns patientdata som påvisar själva sjukdomsförloppet och hur de olika patienterna provtagits och hur de regerade på behandlingen. 

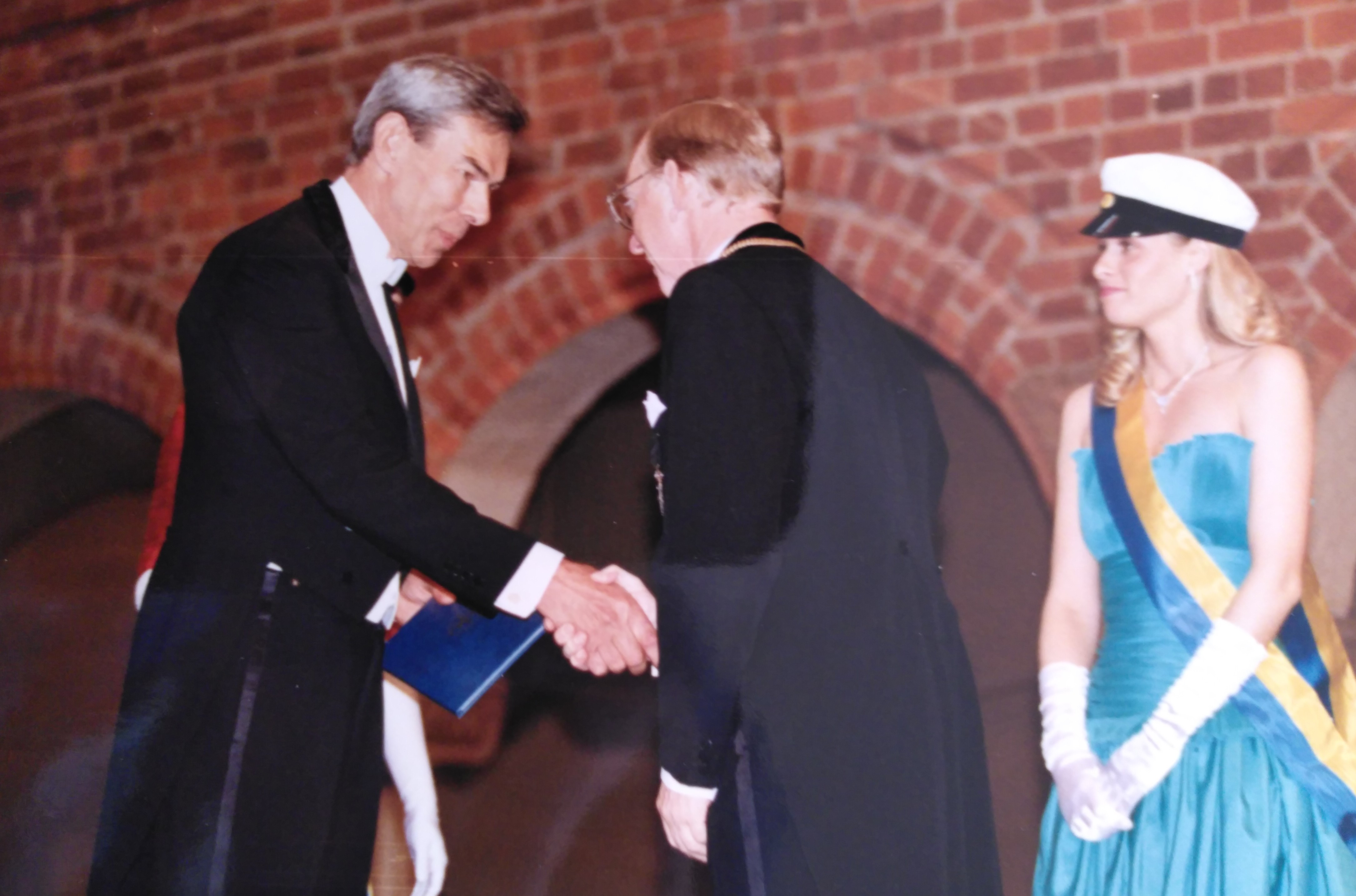
KIs pedagogiska pris 1991 från nobelpristagaren Bengt Samuelssons hand i Statshuset

Mellan 1 och 5 juni år 1987 fick Lennart Wetterberg inbjudna att tala vid en internationell konferens om AIDS i Washington. Konferensen öppnades av vicepresident George H.W. Bush och var den dittills största som ägnats åt en sjukdom. Under konferensen närvarade 6000 forskare, 900 journalister och 200 TV-team vilka bevakade föreläsningarna. Ur ett brev från ordförande för konferensen uttrycktes hur de önskade att Lennart Wetterberg skulle lägga stort fokus på studien gällande Peptid T i Sverige.

### Tillvidare forskning
Efter sin pensionering var Lennart Wetterberg professor i psykiatri i Norge, vid Tromsö universitet 1998-2001 och vid Oslo universitet 2003-2004 där han startade en neuropsykiatrisk klinik vid Akershus sjukhus och där utvecklade en ny teknik för att objektivt mäta den olfaktoriska hjärnbarkens funktion vid begynnande demens med hjälp av nära infraröd spektroskopi (NIRS). Lennart Wetterberg har fortsatt sin forskning om de psykiska sjukdomarna vid Karolinska Institutet och har rapporterat om nya mikroskopiska och biokemiska fynd i ryggvätska (CSF) vid till exempel schizofreni (2003) och bipolär sjukdom (2010), liksom om patienternas upplevelser av ljusbehandling vid årstidsbunden depression. Wetterberg är sedan år 2008 professor i psykiatri vid Strömstad akademi där han bland annat 2021 medverkat i antologin PANDEMIER med ett kapitel om Covid-19 och luktsinnet.